# 松原直子
松原 直子（まつばら なおこ、1937年〈昭和12年〉 - ）は日本の版画家。

## 人物
徳島県生まれ（京都市育ち）。1960年に京都市立美術専門学校（現・京都市立芸術大学）を卒業後、フルブライト奨学生としてアメリカピッツバーグのカーネギー工科大学（現・カーネギーメロン大学）へ留学しMFA(Master of Fine Arts)の資格を得て、その後世界各地を精力的に訪れている。ブルックリンのプラット・インスティテュートでも教鞭をとっていたがあるが、これは日本の女性としてはきわめて稀な栄誉である。ロンドンのRoyal College of Artにも1年間留学していたことがあり、1972年からはカナダのオークビルに居を構え活動している。
彼女の父親は京都の建勲神社で宮司をつとめており、神社仏閣は彼女の主要な作品テーマのひとつともなっている。創作スタイルは恩師である版画家の棟方志功の影響下にある。
松原の作品は、フィラデルフィア美術館、シカゴ美術館、ロイヤルオンタリオ博物館、ウィーンのアルベルティーナ美術館(Albertina, Vienna)、大英博物館、京都国立近代美術館、ボストン美術館、東京国立近代美術館、スミソニアン博物館、アメリカ議会図書館、Hamburg Museum of Arts and Crafts、イスラエルのハイファ美術館、シドニーのニュー・サウス・ウェールズ州立美術館など世界各地の数多くの美術館で所蔵され、主要なコレクションの一部となっている。
著述家の松原久子は姉。姉妹による共著で竹取物語をドイツで出版しており、直子がイラストを久子が翻訳解説を担当している。

## 出版
- Tale of the Shining Princess (Taschenbuch)（1966年、Littlehampton Book Services Ltd ISBN 978-0706340464）
- Kyoto Woodcuts（1977年、講談社インターナショナル ISBN 978-0870113345）
- 今昔物語版画集（2004年、ありす ISBN 978-4900362024）

## 参考
- Biography of Naoko Matsubara at the website of Abbozzo Gallery [リンク切れ]
- Tree Spirit-Exhibition of Naoko Matsubara in the Royal Ontario Museum [リンク切れ]
- カナダ大使館 - 広報・文化 - イベント - 「滞加35年－松原直子近作集」 [リンク切れ]